# Герб Старокозачого
Герб Старокозачого — офіційний символ села Старокозаче Білгород-Дністровського району Одеської області, затверджений 3 серпня 2012р. рішенням №243-VI сесії сільської ради. Герб є промовистим.

## Опис
В золотому щиті козак у лазуровому вбранні, підперезаний червоним поясом, в червоній шапці, який тримає на лівому плечі лазурову рушницю, в правій – червоний прапор з двома кісками, на якому золотий пробитий розширений лапчастий хрест і жовті восьмипроменеві зірки в три ряди. Щит вписаний у золотий декоративний картуш, увінчаний золотою міською короною і обрамований вінком із золотого колосся, перевитого синьо-жовтою стрічкою. На червоній девізній стрічці вгорі срібний напис "СТАРОКОЗАЧЕ", супроводжуваний по сторонам срібними пробитими розширеними хрестами з написами "ІСХС" і "NIKA", внизу на червоній стрічці срібні літери "1827". Під картушем в косий хрест покладені срібна булава з золотим руків'ям і срібні шабля з золотим руків'ям.

## Символіка
Герб символізує козацьке походження села і є промовистим.